# Tamer Başar
Tamer Başar (Istambul, 19 de janeiro de 1946) é um engenheiro turco naturalizado estadunidense.
Especialista em teoria de controle, é professor catedrático ("Swanlund Endowed Chair") do Departamento de Engenharia Elétrica e Computacional da Universidade de Illinois em Urbana-Champaign.
Tamer Başar obteve a graduação em engenharia elétrica no Robert College de Istambul em 1969, o M.S., M.Phil. e Ph.D. em engenharia e ciência aplicada na Universidade Yale, em 1970, 1971 e 1972, respectivamente.
Foi presidente eleito do American Automatic Control Council em 2008-2009, e foi laureado com o Prêmio Richard E. Bellman de 2006. Em 2007 foi laureado com um doutorado honoris causa pela Universidade Doğuş de Istambul.